# برنيس مكفادين
برنيس مكفادين (بالإنجليزية: Bernice McFadden)‏ (25 سبتمبر 1965، بروكلين في الولايات المتحدة)؛ كاتِبة وروائية أمريكية. درست في جامعة فوردهام.